# 武定州 (明朝)
武定州，明清时设置的州，属济南府。在今山东省境。
元朝时，武定州为棣州地，治所在厌次县，属济南路。明朝洪武初年，州县俱废。洪武六年（1373年）六月，复置州，改名乐安州。永乐十五年（1417年），汉王府（朱高煦）迁於此。宣德元年（1426年）废除。同年八月，改乐安州为武定州。南有大清河，又有土河，又有商河。东南有清河巡检司。西南距府二百四十里。下辖四县：阳信县、海丰县、乐陵县、商河县。清朝雍正二年（1724年），升武定州為直隶州，雍正十二年（1734年），復升武定直隸州置武定府。